# 증포초등학교
증포초등학교는 대한민국 경기도 이천시에 있는 공립 초등학교이다.

## 학교 연혁
2007년 3월 1일에 개교하였다.

## 참고 자료
- 증포초등학교 - 한국교육학술정보원 학교알리미